# روبرت أيريس
روبرت أيريس (بالإنجليزية: Robert Ayres) هو ممثل أمريكي، ولد في 11 ديسمبر 1914 في ميشيغان في الولايات المتحدة، وتوفي في 5 نوفمبر 1968 في هيميل هيمبستيد ‏ في المملكة المتحدة.

## وصلات خارجية
- روبرت أيريس على موقع IMDb (الإنجليزية)
- روبرت أيريس على موقع قاعدة بيانات الفيلم (الإنجليزية)